# Primos da Ilha
O Grêmio Recreativo Carnavalesco Primos da Ilha (frequentemente referida como Primos da Ilha ou apenas ILHA) é uma escola de samba de Manaus, no estado de Amazonas, Brasil. Sua quadra está localizada na Rua Gaudêncio Ramos, no bairro do São Francisco. Foi fundada dia 21 de março de 1990 por Nelson de Medeiros, ex-presidente da Vitória-Régia da Praça 14. No Grupo de Acesso "A" é a escola de samba que mais possui títulos, oito ao total, além de participar dos desfiles do Grupo Especial de 1993 a 1995, 2005 a 2006 e 2016, 2019 - atualmente, tendo como sua melhor colocação um sexto lugar em 1993, 1994 e 2020.

## História

### Fundação
O Grêmio Recreativo Carnavalesco Primos da Ilha, foi fundado no dia 21 de março de 1990 às 21 horas na residência do seu presidente e fundador Nelson de Medeiros na rua General Carneiro, bairro de São Francisco.
A denominação “Primos da Ilha” surge pelo fato de que na comunidade existiam vários acidentes geográficos que fazem alusão a uma ilha e também devido ao grande número de parentes que o então presidente tinha no bairro, ou seja, por ter vários primos, por isso “Primos da ilha”.
Para preencher uma lacuna que existia no carnaval de Manaus, a agremiação nasceu nas cores azul Marinho, azul celeste e branco (aceitando o temo "Azul e Branco" para fins de abreviação). Numa noite de euforia, com a participação de inúmeros amigos da comunidade do samba, surgiu então o G.R.C. Primos da Ilha, fundado no bairro de São Francisco. O bairro foi escolhido por possuir várias manifestações culturais como: cirandas, bois-bumbás e quadrilhas faltando à comunidade apenas uma agremiação carnavalesca. A escola atualmente desfila no centro de convenções “sambódromo”, através dos convênios firmados com os setores públicos, por intermédio das associações de escolas de samba representativas e órgãos públicos.
O G.R.C Primos da Ilha desenvolve atividades socioculturais na comunidade, com palestras de combates às drogas, cursos de aperfeiçoamento profissionais de corte e costura, utilização do espaço oferecido para o desporto como, capoeira e judô. parceria com grupos folclóricos da comunidade para ensaios e festivais folclóricos, afim de, promover a cultura regional e o divertimento da comunidade. Em planejamento a Primos da Ilha deslumbra a possibilidade da criação do curso de inicialização de música popular e cursos técnicos administrativo, além de uma área de laser para comunidades realizar suas festas de aniversário, casamento e outras.

### Início no Carnaval de Manaus
A escola iniciou-se no carnaval desfilando em 1992, apenas como convidada, homenageando o artista Armando Barbosa, no recém inaugurado Centro de Convenções de Manaus (Sambódromo) da então nascente AGEESMA. A agremiação é a única na história do Sambódromo que já começou desfilando no Grupo Especial. Já em 1993, homenageou um do ícones do Carnaval de Manaus, Eunice Medeiros, fundadora da primeira escola de samba de Manaus e mãe do então presidente Nelson de Medeiros. Em 1994 comemorou os cem anos da vinda do futebol para o Brasil. Em todos os anos no grupo Especial a agremiação ficou em último lugar e como não havia grupo de acesso, a escola permanecia no Grupo Especial, porém, em 1995, ano que homenageou Klinger Araújo, cantor de toadas de boi e radialista de Manaus, foi criado o Grupo 1 e a escola foi rebaixada junto com a Ipixuna. Em 1996, já no Grupo 1 fez uma homenagem ao Maestro Carlos Gomes na passarela do Samba, ficando em 4º Lugar. Em 1997 abordou o tema sobre ditados populares: "São nove horas tudo é folia/ Primos da Ilha veste a fantasia/Quem está fora vem para dentro/ Quem está dentro entra em harmonia". Em 1998 falou de Nilo, jogador de futsal. Mais uma vez, 4º lugar. Em 1999, desfilou mesmo sem recursos financeiros, junto com a co-irmã Presidente Vargas, sem julgamento.

### Primeiros campeonatos e morte do presidente
No ano 2000 foi campeã junto outras 3 escolas: Ipixuna, Andanças de Ciganos e Presidente Vargas, não havendo julgamento. Em 2001 foi proclamada campeã pelo único jurado que foi posto para julgar pelo Grupo 1, Marinho Saúba, da Vitória Régia. O resultado não foi aceito pelas outras escolas (que se proclamaram também  campeãs). Em 2002 com o enredo "Zé Pretinho" teve um dos Sambas de Enredo mais bonitos do carnaval daquele ano além de consequentemente levar o tricampeonato. Em 2005, venceu o recém criado Grupo Especial B (que era uma espécie de Grupo de Acesso, mas as duas escolas pertencentes a esse grupo desfilavam no mesmo dia que o Grupo Especial), neste ano a escola comemorou o 15º ano de criação do Grêmio e continuou no Grupo especial B para 2006.
O fundador Nelson de Medeiros faleceu no dia 13 de agosto de 2006 (no dia dos Pais) assumindo a direção da escola seus filhos: Werly (Nelsinho) e Nelma Medeiros. Em 2006, a escola homenageou Santos Dumont, porém, não conseguiu o bicampeonato e voltou para o Grupo de Acesso onde permaneceu até 2015. Em 2007, a escola homenageou seu fundador que morreu no ano anterior, ficando em 4º Lugar e tendo uma de suas alegorias com o título de "Melhor Alegoria do Grupo de Acesso". No ano seguinte, clamou por preservação em um dos mais bonitos desfiles da história da escola, que ficou em 3º lugar. Em 2009, teve a internet como tema de seu carnaval. ficando na quinta colocação. 

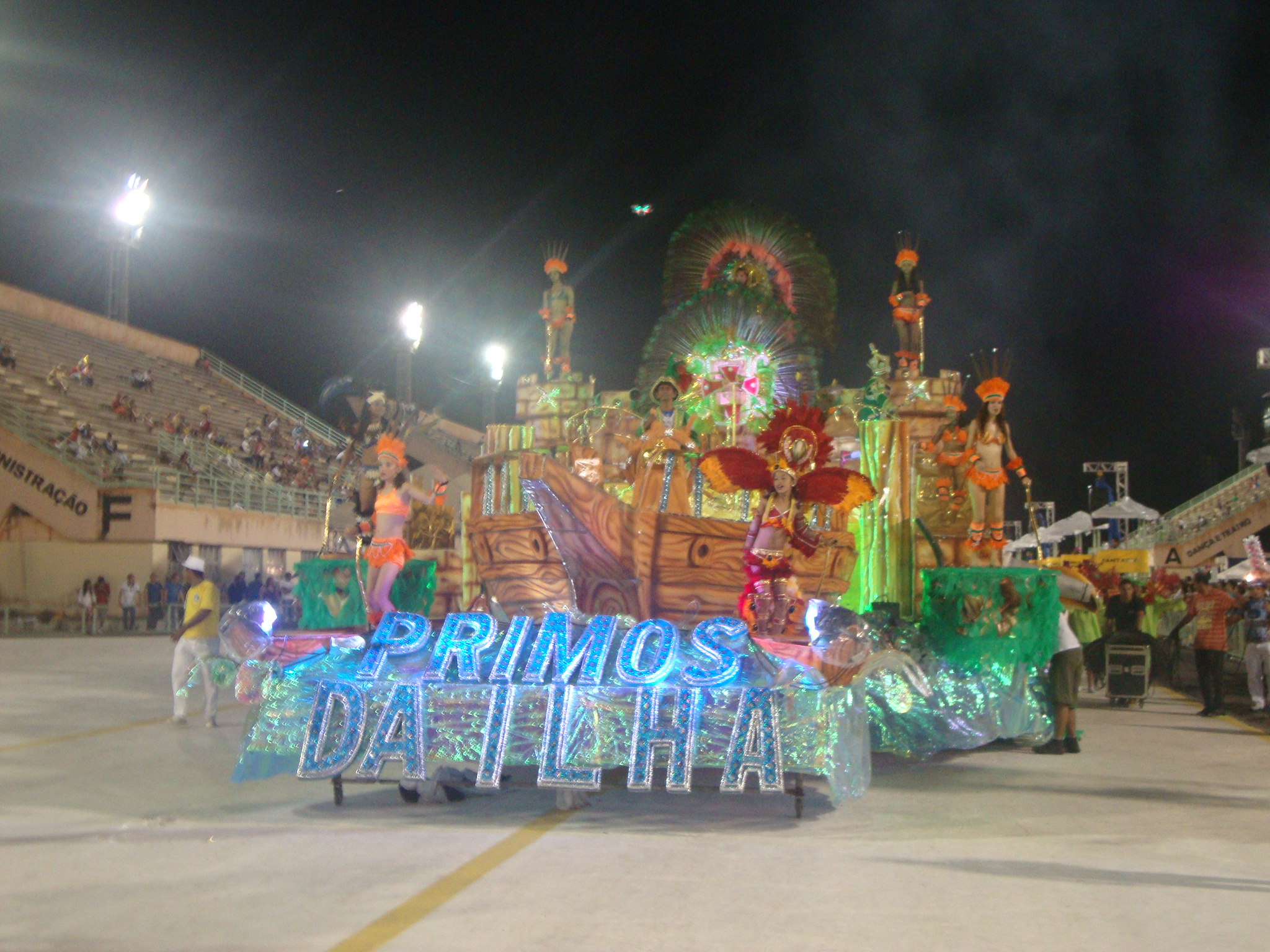
Abre-Alas do Desfile da Primos da Ilha em 2014, em homenagem a Manaus.

Em 2010 se auto-homenageou ficando na décimo primeiro lugar do Grupo de acesso da AERMA. Nos seus 21 anos, a escola decidiu homenagear o bairro que a acolheu, o São Francisco, ficando em 4.º lugar, porém, recebeu críticas positivas sobre seu desfile. Em 2012, no dia do desfile ocorreu um tiroteio na comunidade da agremiação, onde a integrante Wellen Francisca foi baleada na cabeça, vindo a falecer. Devido a isso, muitos dos brincantes do bairro não desfilaram na escola que ficou na quinta posição do carnaval naquele ano homenageando o cinema.
Em 2013 homenageou o projeto tocando em frente que completava 10 anos, ficando em 4º Lugar. Em 2014, foi uma das preferidas para ocupar a vaga no Grupo Especial, sendo comentada por todos os envolvidos no carnaval antes e depois de seu desfile onde homenageou a cidade de Manaus, todos aclamaram a escola campeã do grupo de acesso A, porém, na apuração ficou como vice-campeã,  perdendo para a Império 
Da Kamélia por alguns pontos.

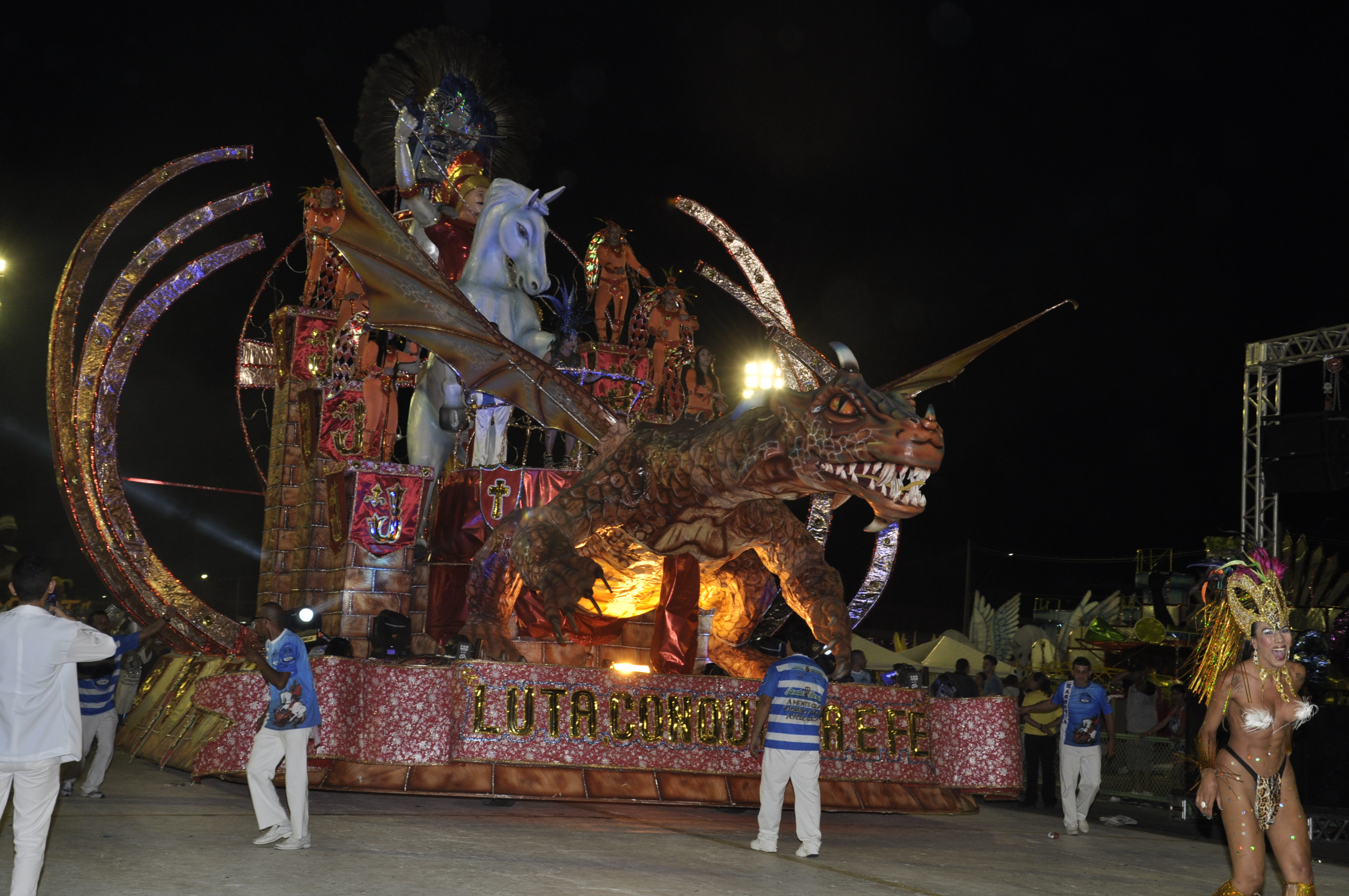
3ª Alegoria da Primos da Ilha no desfile de 2015, homenageando Jander Lemos.

Em 2015, nos seus 25 anos, a escola homenageou um dos maiores artistas amazonenses, o cenógrafo Jander Lemos, apelidado de "o Curumim", consequentemente levando o título e substituindo as escolas de samba Balaku Blaku e Império da Kamélia que foram rebaixadas no ano de 2016 no Grupo Especial. Novamente foi a escola mais comentada do grupo de Acesso pelo belíssimo desfile, trouxe três alegorias para a avenida sendo a ultima delas, a que continha o homenageado, uma representação de São Jorge e o Dragão, totalmente aclamada por todos que se encontravam no sambódromo.

### Retorno ao Grupo Especial e rebaixamento
Em 2016, retornando ao Grupo Especial, após 10 anos desfilando no Grupo de Acesso, a escola decidiu então homenagear a mulher com o tema "Sou Berço da Vida, Fonte de Inspiração, Guerreira, Sou Ilha, Sou Mulher!". Desfilou no dia 06 de Fevereiro as 20 horas, sendo a escola a abrir os desfiles da noite. Com 2 mil componentes, 14 alas, duas alegorias e um tripé, a escola foi pelo terceiro ano seguido aclamada pela crítica do carnaval amazonense, porém, acabou ficando na oitava colocação, e mais uma vez sendo rebaixada, cedendo o lugar para a escola de samba Vila da Barra e voltando para o Grupo de Acesso A no ano seguinte.. Em 2017, inesperadamente o título veio, porém, com um acordo firmado pelas escolas de samba de Manaus, ficou acertado que não haveria acesso e decesso naquele ano, a escola então permaneceu no Grupo de Acesso. Com o tema "A Força e Magia dos 4 Elementos, a escola conquistou seu 7.º Titulo, se firmando como a escola com mais títulos do Grupo de Acesso, após um empate com outras duas escolas de samba, Beija-Flor do Norte e Unidos da Cidade Nova, porém, a definição veio após a leitura do quesito alegorias e adereços, que era o critério de desempate segundo o artigo 60 do regulamento do Grupo de Acesso A.
Em 2018, brigando pelo 8º título e pela chance de retornar ao Grupo Especial, a escola de samba decidiu homenagear a Vitória Régia, sua Escola-Madrinha, localizada na Praça 14 de Janeiro, onde a família Medeiros fez história ao ser uma das fundadoras da primeira escola de samba de Manaus, a Escola Mista da Praça 14 de Janeiro. Nelson de Medeiros foi presidente da Vitória Regia e depois fundou a Primos da Ilha. Com o enredo "Vitória Régia: A Ilha Saúda o teu Pavilhão. Berço do Samba, Raiz e Tradição" a escola desfilou na madrugada do dia 9 de Fevereiro de 2018, com uma alegoria e um tripé, positivamente criticados pelo publico do carnaval. E com a diferença de mais de um ponto da segunda colocada, o grêmio levou o 8º Titulo, e com o rebaixamento da Sem Compromisso a escola volta a desfilar na elite do carnaval em 2019.

### A Promessa
Em 2019, retornando para a elite do carnaval manauara, a escola de samba levou um apelo contra diversas formas de preconceito, com o enredo "Não queremos aceitação, queremos respeito! Se quer falar de cura, cure seu preconceito!". Com mais de 2 mil componentes na avenida entoando versos como “Qual será a cura da estupidez? Meu samba é a luz da consciência”, a escola fez uma viagem rumo ao “tesouro no fim do arco-íris”: um mundo de autoconhecimento, sem preconceito e sem violência. O enredo deu ênfase ao movimento LGBTQ+ e criticou a chamada “cura gay”, apresentada na comissão de frente por meio de médicos e drag queens. Representou, também, em suas alas figuras marcantes para as lutas de minorias, como a vereadora Marielle Franco, em alusão à violência contra a mulher e o povo negro, e a travesti Dandara. A escola desfilou sobre uma enorme chuva, e obteve 7º Lugar na classificação geral, permanecendo no grupo especial para o ano de 2020.
| “ | Debaixo de uma chuva torrencial, em pranto ao lado da linha amarela, minutos antes do nosso desfile. Olhei para o céu e pedi - "Meu São Jorge, guie minha escola nos 70 minutos de desfile e não deixe que mal nenhum aconteça. Que em promessa lhe honrarei com o enredo em 2020." | ” |

Esse foi o pedido que Werly de Medeiros, fez ao Santo Jorge da Capadócia no desfile de 2019, quando enfrentaram, no Sambódromo de Manaus, o desafio de desfilar debaixo de uma forte chuva, e conseguiram finalizar o enredo. Em honra a São Jorge, a escola em 2020 apresentou o enredo: "A Promessa - Da Capadócia aos tambores africanos, Salve Jorge!". Na classificação geral, a escola, pela terceira vez em sua história conseguiu sua melhore colocação no grupo especial, o 6ª Lugar, feito que repetiu nos anos de 1993 e 1994, ficando na frente até mesmo de sua escola madrinha, Vitória-Régia.

### Pandemia e Retorno ao Carnaval
Com a pandemia de Covid-19, a escola interrompeu suas atividades, se recusando a participar até mesmo de Lives que aconteciam durante a pandemia. Para manter a atividade nas midias sociais, a Primos da Ilha foi a primeira escola de samba de Manaus a colocar seus samba-enedos nas plataformas digitais, como Spotify e Deezer. E com a oficialização do carnaval 2022 em Manaus, a escola anunciou que irá homenagear o fundador do grupo "TvLar", José Azevedo. 

## Segmentos

### Presidentes
| Nome            | Mandato       | Ref.   |
| --------------- | ------------- | ------ |
| Nelson Medeiros | 1990 - 2006   | [ 15 ] |
| Werly Medeiros  | 2007 - 2014   | [ 16 ] |
| Nelma Medeiros  | 2015 - 2016   | [ 17 ] |
| Werly Medeiros  | 2017-Presente | [ 18 ] |

A família Medeiros foi uma das fundadoras da primeira escola de samba de Manaus, a Escola Mista da Praça 14 de Janeiro em 1946 e da escola mais velha em atividade, a Vitória-Régia, então Nelson de Medeiros fundou o G.R.C. Primos da Ilha e durante seu mandato conquistou os primeiros cinco títulos da escola. Nelson presidiu a escola do ano de fundação até 2005, quando se afastou devido a problemas de saúde, a presidência então foi repassada a seu filho, Werly Medeiros, que já atuava na escola como responsável por colocar a escola na avenida, o mesmo também cuidou do desfile da escola no Grupo Especial em 2005 antes de assumir a presidência. O filho do fundador seguiu a frente da agremiação até 2014, quando passou a presidência para Nelma de Medeiros, sua irmã e que também já participava das atividades da escola como Porta-bandeira. A família Medeiros esteve a frente da escola desde a sua fundação. 

### Presidentes de Honra
| Ano de recebimento | Nome              | Ref. |
| ------------------ | ----------------- | ---- |
| 1990               | Fernando Medeiros |      |
| 2007               | Graça Medeiros    |      |
| 2010               | Nelma Medeiros    |      |

Ao longo dos anos, apenas 3 pessoas receberam o título de Presidente de Honra da escola, o primeiro, Fernando Medeiros, fundador da primeira escola da samba de Manaus, a Escola Mista da Praça 14 de Janeiro, pai do fundador da agremiação Nelson de Medeiros. Fernando Medeiros não participou ativamente das atividades da escola, mas aceitou o título, que carregou até sua morte em meados dos anos 90. A segunda pessoa a receber o título honroso foi Graça de Medeiros, esposa de Nelson de Medeiros e uma das fundadoras, que por muitos anos ajudou a escola, atualmente a mesma não exerce nenhuma função na agremiação. A terceira pessoa a receber o título foi Nelma Medeiros, filha de Nelson de Medeiros, em 2015 se tornou Presidente da Escola, mas no ano seguinte decidiu entregar o cargo e encerrar suas atividades na escola.

### Intérpretes
| Nome            | Mandato       | Ref. |
| --------------- | ------------- | ---- |
| Edmundo Soldado | 1990 - 1999   |      |
| Jairo Santos    | 2000 - 2017   |      |
| Tom Maia        | 2018-2019     |      |
| Mestre Kabeça   | 2020-Presente |      |

Edmundo Soldado foi o primeiro Intérprete da escola, ficou nos anos de 1990 a 1999, quando Jairo Santos, recém descoberto pelo presidente Nelson de Medeiros, assumiu o posto, defendendo-o até final de 2017, totalizando quase 18 anos sendo intérprete oficial da escola. Em 2018, o posto foi defendido por Tom Maia, que já atuava na escola como apoio e atualmente o cargo é defendido por Huaulesom Carvalho, o "Mestre Kabeça".

### Diretores
| Ano  | Diretor de Carnaval | Diretor de harmonia                                  | Mestre de bateria        | Coreógrafo       | Ref. |
| ---- | ------------------- | ---------------------------------------------------- | ------------------------ | ---------------- | ---- |
| 2011 | Nelma Medeiros      | Nelma Medeiros                                       | Félix Klinger            | Lameque França   |      |
| 2012 | Nelma Medeiros      | Sergio Magno                                         | Félix Klinger            | Lameque França   |      |
| 2013 | Sérgio Magno        | Sergio Magno                                         | Félix Klinger            | Lameque França   |      |
| 2014 | Sérgio Magno        | Sergio Magno                                         | Félix Klinger            |                  |      |
| 2015 | Werly Medeiros      | Fernanda Medeiros, Val Castelo Branco e Thiago Souza | Félix Klinger            |                  |      |
| 2016 | Werly Medeiros      | Fernanda Medeiros, Val Castelo Branco e Thiago Souza | Leonardo dos Anjos       |                  |      |
| 2017 | Yago Duarte         | Fernanda Medeiros, Val Castelo Branco e Thiago Souza | SanKlever Castelo Branco |                  |      |
| 2018 | Yago Duarte         | Fernanda Medeiros, Val Castelo Branco e Thiago Souza | SanKlever Castelo Branco | Handara Ferreira |      |
| 2019 | Yago Duarte         | Thiago Souza e Fernanda Medeiros                     | Marinho Saúba            | Handara Ferreira |      |
| 2020 | Marco Sahdo         | Thiago Souza                                         | Luã Costa                | Franciney Aleixo |      |
| 2021 | Marco Sahdo         | Thiago Souza                                         | Luã Costa                |                  |      |
| 2022 | Marco Sahdo         | Thiago Souza                                         | Luã Costa                |                  |      |

A bateria da Primos da Ilha é conhecida por ter sido a única do grupo de Acesso por muitos anos que fazia ensaios todas as semanas, chegando a fechar a rua Galdêncio Ramos para ensaios fora da quadra com o prestígio da comunidade. É também conhecida pela chamada: "Primos da Ilha vem chegando, aguenta coração! Sou azul e branco, sou paixão!", porém a mesma não é usada desde 2013.
Seu primeiro Mestre de Bateria foi o renomado Mestre Didi Redman, atual presidente da Madrinha Vitória Régia. Segundo a Diretoria da Escola, o mestre ficou a frente da  bateria nos anos de 1992 a 1999, portanto 8 anos.
A segunda pessoa a assumir o posto de Mestre de Bateria, foi Mestre Moisés Douglas, que já atuava na Diretoria de Bateria, ficando inicialmente quatro anos, de 1999 até 2003, quando retornou em 2007 em homenagem ao então falecido Presidente Nelson de Medeiros, permanecendo no cargo apenas naquele ano. Durante o período de 2004 a 2006, a bateria esteve sob comando do Mestre Denis Carvalho, também morador da comunidade.

Visando dar mais uma vez a oportunidade de alguém da comunidade para atuar no comando da bateria, a Diretoria escolheu entre os diretores da própria bateria, então Felix Klinger assumiu o posto de Mestre de Bateria. Com total sucesso na escolha, o mestre ficou do ano de 2008 até 2015, quando neste último ano dividiu a liderança com o Mestre Leonardo dos Anjos que no ano seguinte assumiria o posto de Mestre de Bateria, também somente naquele ano.
Desde 2014, a Bateria é apelidada carinhosamente de "Moleque Atrevido", uma referência ao samba interpretado por Jorge Aragão. Além de ser cantada pelo intérprete oficial em todos os esquentas, minutos antes do início de cada desfile. Ganhando, também, um logo oficial com um menino de cabelo azul vestindo a camisa da escola. No ano de 2018, SanKlever Castelo Branco, pelo segundo ano consecutivo comandou a bateria em que esteve desde sua infância, e antes de assumir o cargo, passou de ritimista à diretoria de Bateria, até ser promovido a Mestre.
Para o carnaval de 2019, com a saída de Sanklever, assume a bateria o renomeado Mestre Saúba, um dos fundadores do grêmio, depois de anos comandando a bateria da co-irmã Unidos do Alvorada. Atualmente o cargo é ocupado por Luã Costa.

### Casais de Mestre-sala e Porta-bandeira
| Ano  | 1ª Porta-Bandeira | 1º Mestre-Sala  | 2ª Porta-Bandeira | 2º Mestre-Sala    | 3ª Porta-Bandeira | 3º Mestre-Sala | Mestre-Sala Mirim | Porta-Bandeira-Mirim | Ref.   |
| ---- | ----------------- | --------------- | ----------------- | ----------------- | ----------------- | -------------- | ----------------- | -------------------- | ------ |
| 2011 | Ana Souza         | Samuel Amaral   | .                 | .                 | .                 | .              | .                 | .                    |        |
| 2012 | Luana Medeiros    | Samuel Amaral   | .                 | .                 | .                 | .              | .                 | .                    |        |
| 2013 | Luana Medeiros    | Samuel Amaral   | Raquel            | Francisco Souza   | .                 | .              | .                 | .                    |        |
| 2014 | Luana Medeiros    | Samuel Amaral   | Gleyd Prado       | Marcos Prado      | .                 | .              | .                 | .                    |        |
| 2015 | Luana Medeiros    | Samuel Amaral   | Leandra Gomes     | William Oliveira  | .                 | .              | .                 | .                    |        |
| 2016 | Leandra Gomes     | Samuel Amaral   | Stephany Silva    | Erom de Sá        | .                 | .              | Cecília Medeiros  | João Vitor           |        |
| 2017 | Leandra Gomes     | Francisco Souza | Stephany Silva    | Luan Ribeiro      | .                 | .              | Cecília Medeiros  | João Vitor           |        |
| 2018 | Leandra Gomes     | Francisco Souza | Cecília Medeiros  | Rodrigo Fernandes | .                 | .              | .                 | .                    |        |
| 2019 | Dyandra Paula     | Francisco Souza | Cecília Medeiros  | Werly Jr.         | Paula Carvalho    | Brando Willis  | .                 | .                    | [ 11 ] |
| 2020 | Sabrina Dávila    | Robson Antunes  | Cecília Medeiros  | Werly Jr.         | .                 | .              | .                 | .                    |        |
| 2021 | Cecília Medeiros  | Werly Jr.       | .                 | .                 | .                 | .              | .                 | .                    |        |
| 2022 | Cecília Medeiros  | Werly Jr.       |                   |                   |                   |                |                   |                      |        |

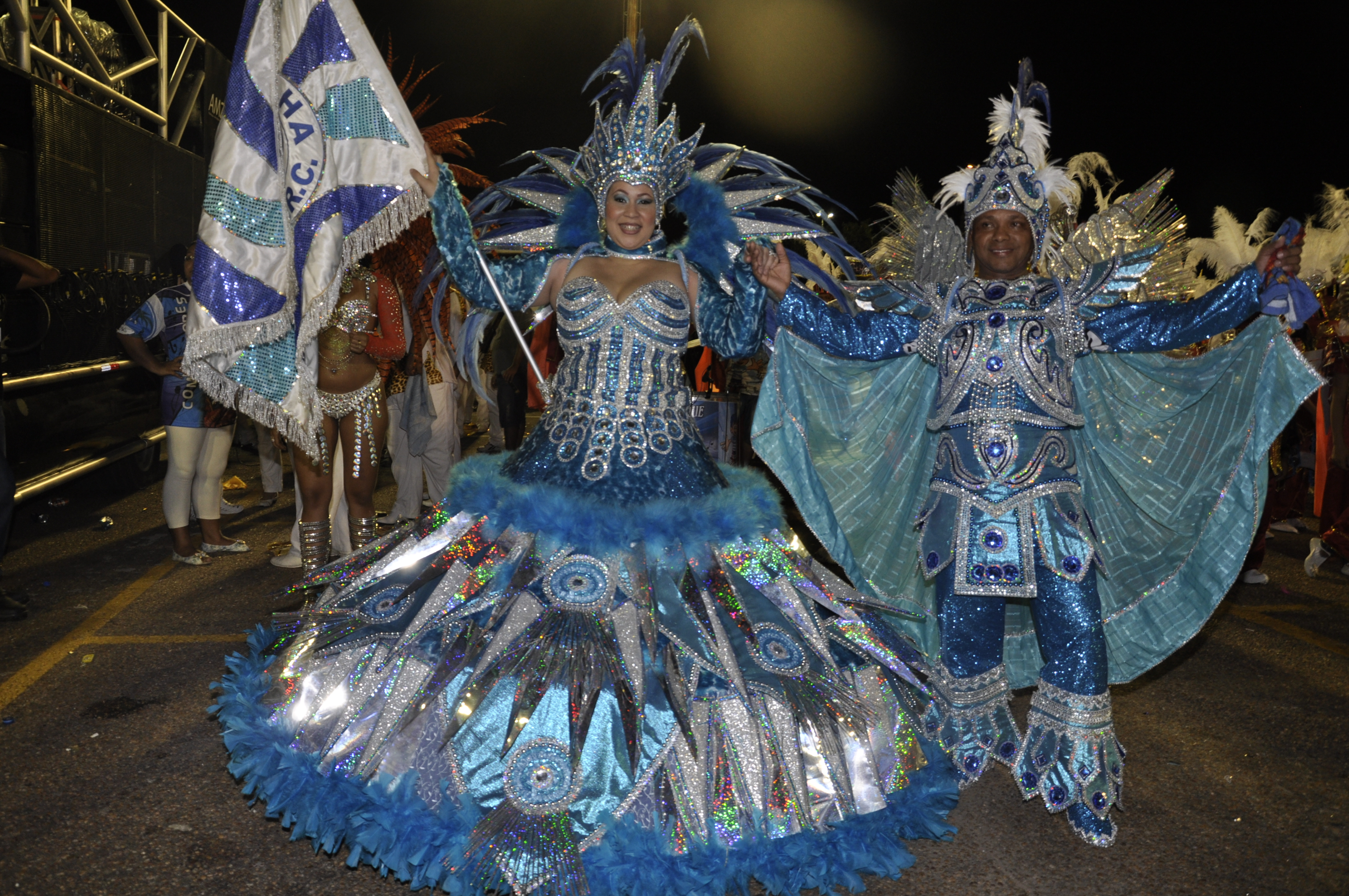
1º Casal de Mestre-Sala e Porta-Bandeira, Samuel Amaral e Luana Medeiros no desfile de 2015.

O primeiro casal a desfilar pela escola foi Solange Medeiros, sobrinha do então Presidente Nelson de Medeiros e Zé Maria, renomado Mestre-sala da época, o casal permaneceu no cargo até 1999, somando os dois 8 anos no posto de 1º Casal. No ano 2000, Ana Souza e Carlos Andrade assumiram o posto de Primeiro Casal, Ana foi a Porta-bandeira que permaneceu por mais tempo no posto de 1º Porta-bandeira, somando 12 anos, em um total de 15 anos desfilando pela agremiação. Em 2005, Samuel Souza substituiu Carlos Andrade no posto de 1º Mestre Sala, este também ocupa o posto de Mestre-sala que mais tempo ficou no cargo, totalizando 12 anos, saindo em 2016. Passaram pela escola grandes Portas-Bandeira, entre elas, Nelma Medeiros, filha do fundador e presidente entre os anos de 2015 a 2016 e Fernanda Medeiros, atual vice-presidente da escola. Já entre os Mestres-Sala, Nedson Medeiros, irmão do fundador Nelson Medeiros.
No ano de 2019, o primeiro pavilhão é defendido por Dyandra Paula e pela terceira vez, Francisco Souza, o "Khaju", que iniciou na escola ainda como Mestre-Sala mirim, chegando ao segundo pavilhão com sua prima Luana Medeiros, nos anos de 2002 a 2005, quando se tornou primeiro na Vitória Régia, retornando à escola em 2013 como segundo Mestre-Sala e em 2017 como primeiro Mestre-Sala, até 2019. Vistoa inexperiência do segundo casal em assumir o posto de primeiro casal, a direção da escola decidiu convidar o casal Robson Antunes e Sabrina Dávila para defender a escola no carnaval 2020.
Em 2021 pela primeira vez na história da escola, um casal de primos assume o posto de primeiro casal da Primos da Ilha, Werly Jr, neto do fundador Nelson Medeiros, e Cecília Medeiros, filha da vice-presidente, Fernanda Medeiros.

### Corte de bateria
| Ano  | Rainha          | Madrinha     | Musa da Bateria         | Passista de Ouro | Rainha da Escola   | Ref.   |
| ---- | --------------- | ------------ | ----------------------- | ---------------- | ------------------ | ------ |
| 2010 | Marjory Menezes | Tina Moreira |                         |                  |                    |        |
| 2011 | Marjory Menezes | Tina Moreira |                         |                  |                    |        |
| 2012 | Marjory Menezes | Tina Moreira |                         |                  |                    |        |
| 2013 | Marjory Menezes | Tina Moreira |                         |                  |                    |        |
| 2014 | Marjory Menezes | Tina Moreira | Marilsangela Nascimento | Kell Vasques     |                    |        |
| 2015 | Marjory Menezes | Tina Moreira | Marilsangela Nascimento | Kell Vasques     |                    |        |
| 2016 | Keise Rosas     | Tina Moreira | Marilsangela Nascimento | Kell Vasques     | Marjory Menezes    |        |
| 2017 | Keise Rosas     | Tina Moreira | Marilsangela Nascimento |                  | Marjory Menezes    |        |
| 2018 | Keise Rosas     | Tina Moreira | Marilsangela Nascimento | Ytalo Carvalho   | Yanah Oliveira     |        |
| 2019 | Keise Rosas     | Tina Moreira | Marilsangela Nascimento | Ytalo Carvalho   | Ingrid Sanzi Nunes | [ 11 ] |
| 2020 | Keise Rosas     | Tina Moreira | Marilsangela Nascimento | Ytalo Carvalho   | Ingrid Sanzi Nunes |        |
| 2021 | Keise Rosas     | Tina Moreira | Marilsangela Nascimento | Ytalo Carvalho   | Ingrid Sanzi Nunes |        |
| 2022 | Keise Rosas     | Tina Moreira | Marilsangela Nascimento | Ytalo Carvalho   | Ingrid Sanzi Nunes |        |

A atual formação da Corte da Bateria é formada pela Rainha de Bateria Keise Rosa que defende o título pelo 7º ano seguido, pela Musa da Bateria Marisângela Nascimento, no cargo pelo 9º ano seguido, pelo Passista de Ouro Ytalo Carvalho, no cargo pelo 5º ano e pela Madrinha de Bateria Tina Moreira que está na corte da escola há 22 anos, quando defendeu o cargo de Rainha de Bateria nos anos de 2000 a 2007, quando entregou o cargo para Marjory Menezes, irmã do então Mestre de Bateria Kelix Klinger, na época, esta ficando no posto até 2015, quando entregou e por dois anos desfilou como Rainha da escola.

## Carnavais
| Ano                                                                         | Colocação                                                                   | Grupo                                                                       | Enredo | Carnavalesco                                                                | Ref    |
| --------------------------------------------------------------------------- | --------------------------------------------------------------------------- | --------------------------------------------------------------------------- | --- | --------------------------------------------------------------------------- | ------ |
| 1992                                                                        | Convidada                                                                   | Especial                                                                    | "Armando Barbosa: A bandeira do Samba" | Nelson Medeiros                                                             |        |
| 1993                                                                        | 6º Lugar                                                                    | Especial                                                                    | "Cinco décadas de amor ao Carnaval" | Nelson Medeiros                                                             |        |
| 1994                                                                        | 6º Lugar                                                                    | Especial                                                                    | "Brasil: Cem anos de Futebol" | Nelson Medeiros                                                             |        |
| 1995                                                                        | 8º Lugar                                                                    | Especial                                                                    | Klinger Araújo em prosa e Versos" | Nelson Medeiros                                                             |        |
| 1996                                                                        | 4º Lugar                                                                    | Grupo 1                                                                     | "Carlos Gomes: Poeta e Compositor" | Nelson Medeiros                                                             |        |
| 1997                                                                        | 4º Lugar                                                                    | Grupo 1                                                                     | "Fica o dito pelo não dito" | Nelson Medeiros                                                             |        |
| 1998                                                                        | 4º Lugar                                                                    | Grupo 1                                                                     | "Nilo: A estrela do Futsal" | Nelson Medeiros                                                             |        |
| 1999                                                                        | Não Houve disputa                                                           | Grupo 1                                                                     | "Cidadania" | Nelson Medeiros                                                             |        |
| 2000                                                                        | Campeã                                                                      | Grupo 1                                                                     | "Dez anos de amor ao Carnaval" | Nelson Medeiros                                                             |        |
| 2001                                                                        | Campeã                                                                      | Grupo 1                                                                     | "Brasil: Terra de bambas" | Nelson Medeiros                                                             |        |
| 2002                                                                        | Campeã                                                                      | Grupo 1                                                                     | "Zé Pretinho" | Nelson Medeiros                                                             |        |
| 2003                                                                        | 4º Lugar                                                                    | Grupo 1                                                                     | "Exaltações às Flores" | Nelson Medeiros                                                             |        |
| 2004                                                                        | Campeã                                                                      | Grupo 1                                                                     | "Tudo a Ver" | Nelson Medeiros                                                             |        |
| 2005                                                                        | Campeã                                                                      | Especial B                                                                  | "Primos da Ilha comemora 15 Anos de Carnaval" | Nelson Medeiros                                                             |        |
| 2006                                                                        | Vice-Campeã                                                                 | Especial B                                                                  | "Primos da Ilha exalta Santos Dumont" | Nelson Medeiros                                                             |        |
| 2007                                                                        | 3º Lugar                                                                    | Acesso                                                                      | "Nelson Medeiros: Grande Baluarte do Samba" | Denis Carvalho                                                              |        |
| 2008                                                                        | 3º Lugar                                                                    | Acesso                                                                      | "Primos da Ilha Canta e Clama por Preservação" | Denis Carvalho                                                              | [ 22 ] |
| 2009                                                                        | 11º Lugar                                                                   | Acesso                                                                      | "Primos da Ilha.com" | Denis Carvalho                                                              | [ 23 ] |
| 2010                                                                        | 10º Lugar                                                                   | Acesso                                                                      | "Fatos, Histórias e Memórias em 20 Anos de Primos da Ilha" | Ronaldo Coimbra                                                             |        |
| 2011                                                                        | 4º lugar                                                                    | Acesso                                                                      | "São Francisco: Bairro de Fé, Cultura e Tradição..." | Ronaldo Coimbra                                                             | [ 24 ] |
| 2012                                                                        | 5º lugar                                                                    | Acesso A                                                                    | Primos da ilha, Luz, Câmera e Ação!..." | Ronaldo Coimbra                                                             | [ 25 ] |
| 2013                                                                        | 4º lugar                                                                    | Acesso A                                                                    | "Tocando em frente, eu vou!" | Ronaldo Coimbra                                                             |        |
| 2014                                                                        | Vice-campeã                                                                 | Acesso A                                                                    | "Manaus: Mãe dos Deuses, cidade do povo Manaós" | Dorival Ramos                                                               | [ 26 ] |
| 2015                                                                        | Campeã                                                                      | Acesso A                                                                    | "Jander Lemos: A mente cria, o desejo atrai e fé realiza" | Lúcio Junior                                                                | [ 27 ] |
| 2016                                                                        | 8º Lugar                                                                    | Especial                                                                    | "Sou Berço da Vida, Fonte de Inspiração, Guerreira, Sou Ilha, Sou Mulher!" | Dorival Ramos                                                               | [ 28 ] |
| 2017                                                                        | Campeã                                                                      | Acesso A                                                                    | "A Força e a Magia dos 4 Elementos" | Yago Duarte                                                                 | [ 29 ] |
| 2018                                                                        | Campeã                                                                      | Acesso A                                                                    | "Vitória Régia: A Ilha saúda o teu Pavilhão. Berço do Samba, Raiz e Tradição" | Yago Duarte                                                                 | [ 30 ] |
| 2019                                                                        | 7º Lugar                                                                    | Especial                                                                    | "Não queremos aceitação, queremos respeito! Se quer falar de cura, cure seu preconceito! Compositores : Allan Bayma / Carliomar Brandão / Naian Nascimento / Oscar Bessa / Rodrigo Froes / Roney Cruz / Rubinho DuRibeiro / Sandro Romero / Serginho Do Cavaco  | Yago Duarte                                                                 | [ 31 ] |
| 2020                                                                        | 6º Lugar                                                                    | Especial                                                                    | "A Promessa - Da Capadócia aos tambores africanos, Salve Jorge! Compositores : Allan Bayma / Carliomar Brandão / Naian Nascimento / Rubinho DuRibeiro / Sandro Romero / Serginho Do Cavaco / Luciano Canavarro / Paulo Medeiros / Ketlen Mayara / Julio Caserna | Otávio Muniz                                                                | [ 32 ] |
| Os desfiles do Carnaval 2021 foram cancelados devido a pandemia de Covid-19 | Os desfiles do Carnaval 2021 foram cancelados devido a pandemia de Covid-19 | Os desfiles do Carnaval 2021 foram cancelados devido a pandemia de Covid-19 | Os desfiles do Carnaval 2021 foram cancelados devido a pandemia de Covid-19 | Os desfiles do Carnaval 2021 foram cancelados devido a pandemia de Covid-19 | [ 33 ] |
| 2023                                                                        | 8º lugar                                                                    | Especial                                                                    | "Jozé Azevedo: A Saga de Um Imigrante Português" | Otávio Muniz                                                                | .      |
| 2024                                                                        |                                                                             | Grupo de Acesso A                                                           | |                                                                             |        |

## Títulos
|  | Competição      | Títulos | Temporadas                                    |
|  | --------------- | ------- | --------------------------------------------- |
|  | Grupo de Acesso | 8       | 2000, 2001, 2002, 2004, 2005, 2015,2017, 2018 |